# Kaltennordheim
Kaltennordheim – miasto w Niemczech, w kraju związkowym Turyngia, w powiecie Schmalkalden-Meiningen. Do 31 grudnia 2018 w powiecie Wartburg. Do 30 grudnia 2013 siedziba wspólnoty administracyjnej Oberes Feldatal. Leży w górach Rhön.
31 grudnia 2013 do miasta przyłączono gminy: Andenhausen, Fischbach/Rhön, Kaltenlengsfeld oraz Klings, które stały się jego dzielnicami. Od 31 grudnia 2013 do 31 grudnia 2018 miasto pełniło funkcję "gminy realizującej" (niem. "erfüllende Gemeinde") dla gmin: Diedorf oraz Empfertshausen. 1 stycznia 2019 miasto przyłączono do wspólnoty administracyjnej Hohe Rhön, jest również jej siedzibą. Tego samego dnia przyłączono do miasta gminy Aschenhausen, Kaltensundheim, Kaltenwestheim, Melpers, Oberkatz oraz Unterweid.

## Współpraca
Miejscowość partnerska:
- Tann (Rhön), Hesja